# Louhusaari (ö i Norra Savolax, Norra Savolax, lat 63,42, long 26,35)
Louhusaari är en ö i Finland. Den ligger i sjön Kolunjärvi och i kommunen Pielavesi i den ekonomiska regionen  Övre Savolax ekonomiska region  och landskapet Norra Savolax, i den centrala delen av landet, 400 km norr om huvudstaden Helsingfors. Öns area är 0,2 hektar och dess största längd är 70 meter i öst-västlig riktning.